# 睡熊沙丘国家湖岸
睡熊沙丘国家湖岸（英語：Sleeping Bear Dunes National Lakeshore）位于美国密西根下半島的西北部，本西郡和利勒諾郡境内。1970年起被设立为公园，由美国国家公园管理局管理。公园包括35英里长的密歇根湖岸、北曼尼托島和南曼尼托島，占地面积约71199英亩（约288平方公里）。
公园以其美丽的自然风光知名，包括沙丘地貌、森林、湖滨和古代冰川遗迹，同时也兼具文化景观，如建于1871年的南曼尼托岛灯塔，三座湖滨保卫站，以及周边历史悠久的农场。2011年在《早安美國》节目组织的评选中，睡熊沙丘湖岸被选为美国最美丽的地方之一。

## 历史与得名
此处的湖滨形成于大约一万到一万四千年前的威斯康辛冰川时期。 此处的沙丘地貌则是风吹的沙粒堆积在冰川残积上的结果随着时间推移，沙丘逐步向东移动
睡熊沙丘湖岸得名于奥吉布瓦人关于睡熊的传说。密歇根湖西岸的森林发生了大火，一只母熊和两只幼熊逃入湖中避难，希望可以横渡密歇根湖，游去对岸。在途中，幼熊体力耗尽，沉入了水下，母熊到了对岸的高处，一直在等待幼熊出现。神将淹死的幼熊化作了两座岛，而风逐渐带来沙粒，将母熊化作沙丘在峭壁上有个被树笼罩的圆形沙丘，形如从水中出现的熊，但风和侵蚀已经让这只“熊”小了很多。

## 图集

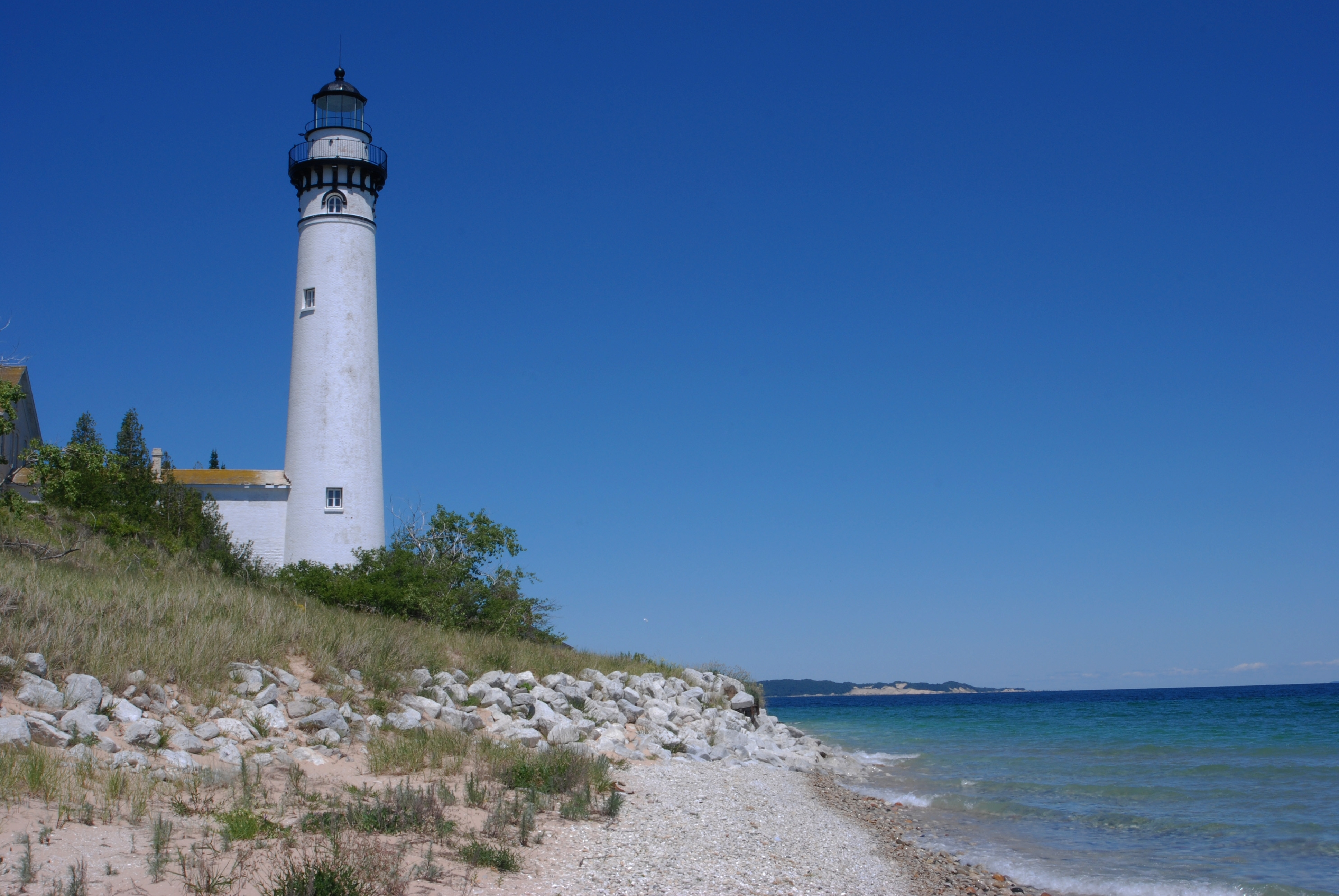
南曼尼托島燈塔（英语：South Manitou Island Lighthouse）
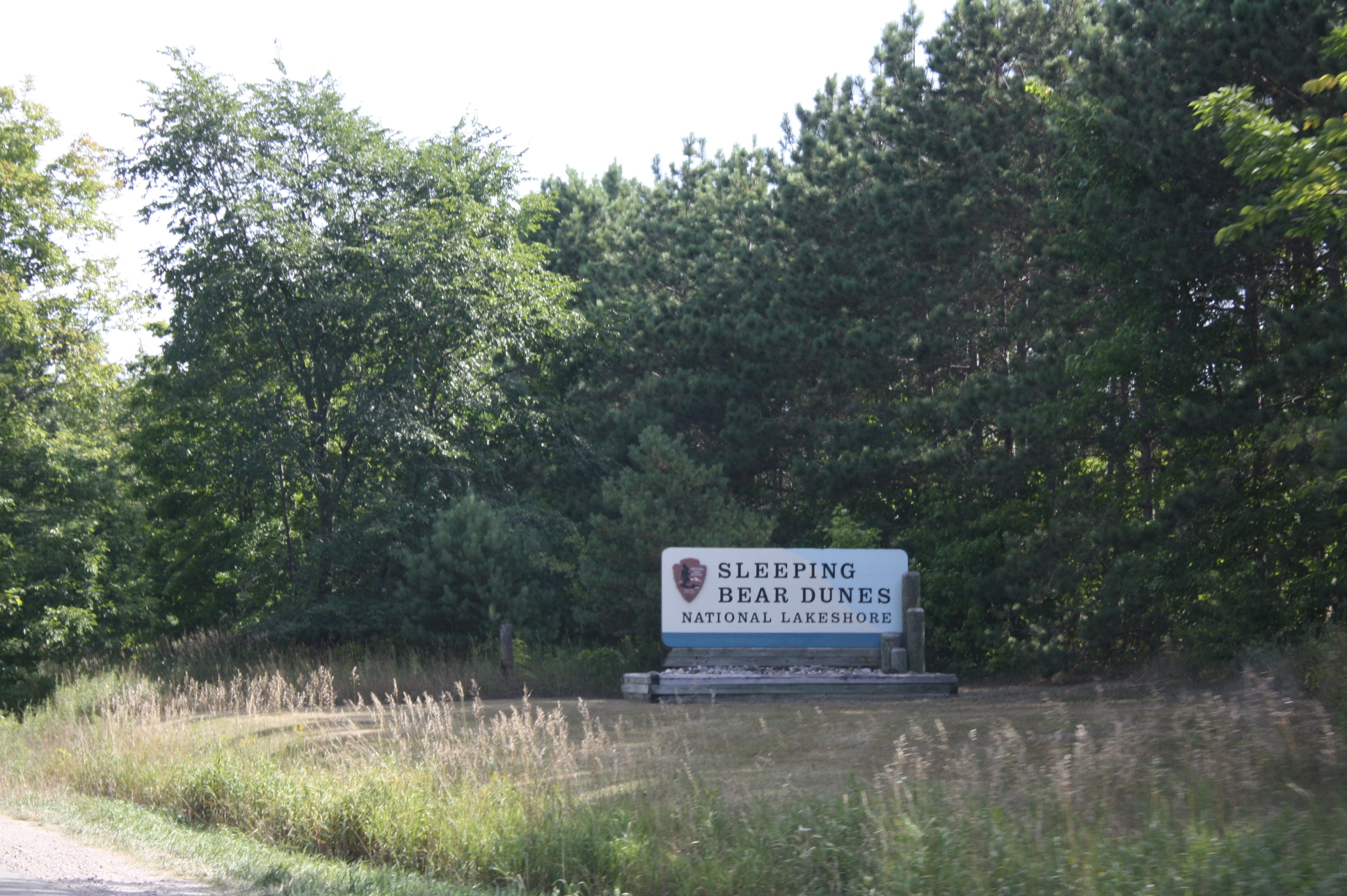
22號州道路肩
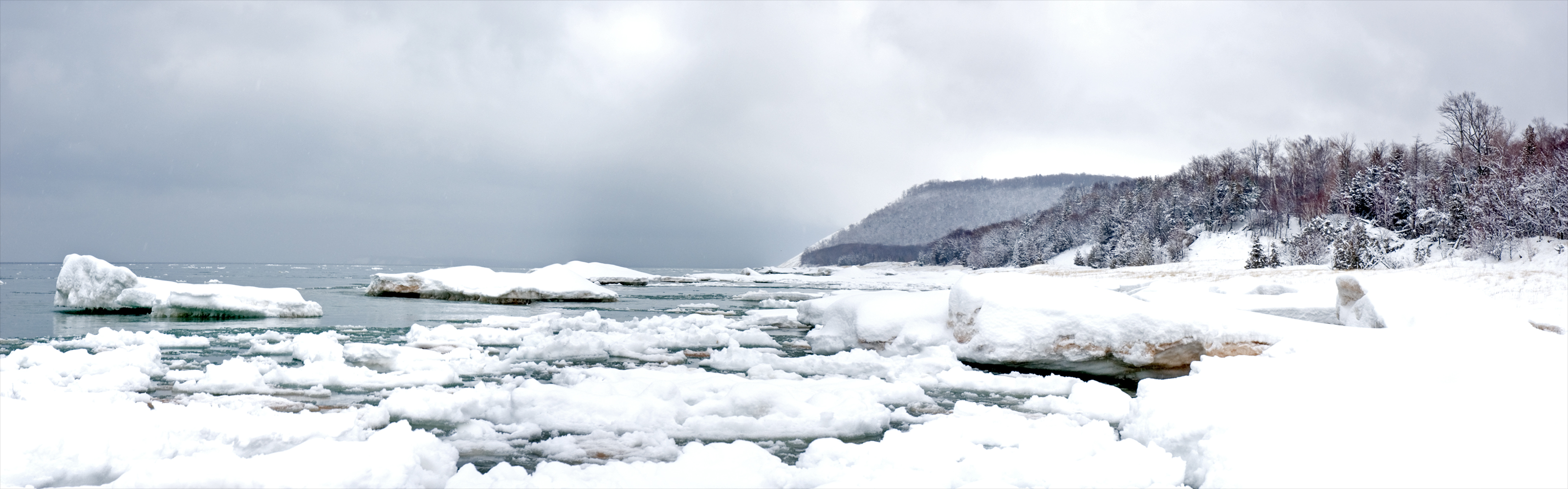
冬日的湖岸
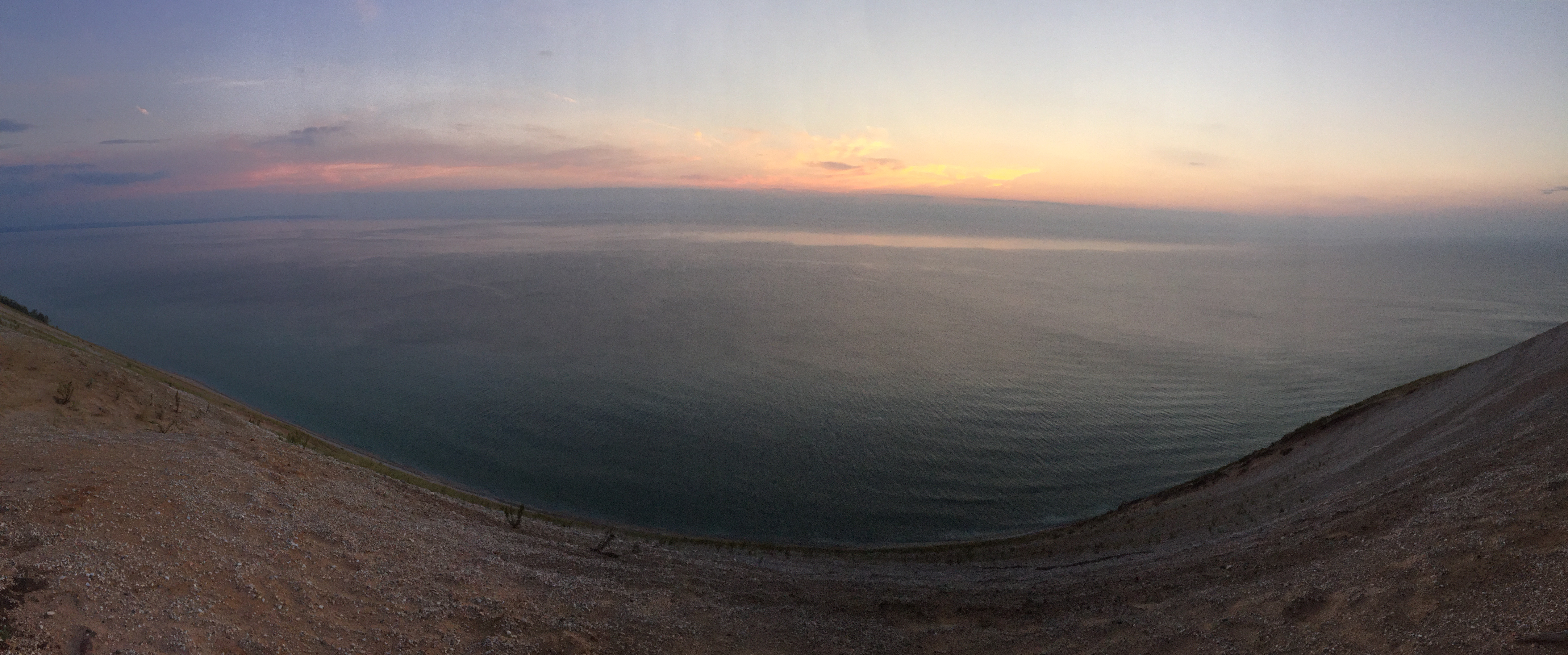
皮爾斯放養風景區（英语：Pierce Stocking Scenic Drive）的日落
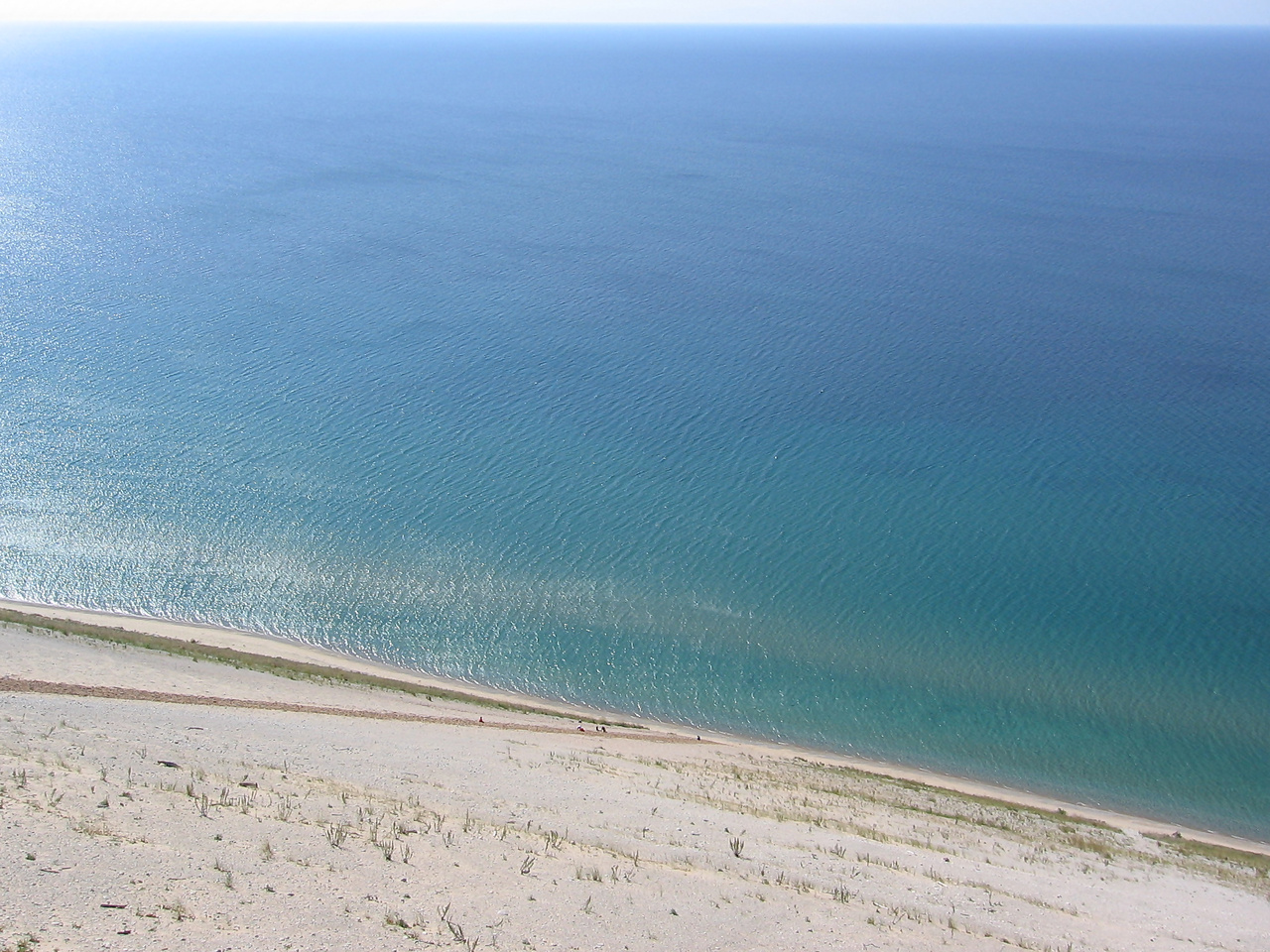
密歇根湖湖畔
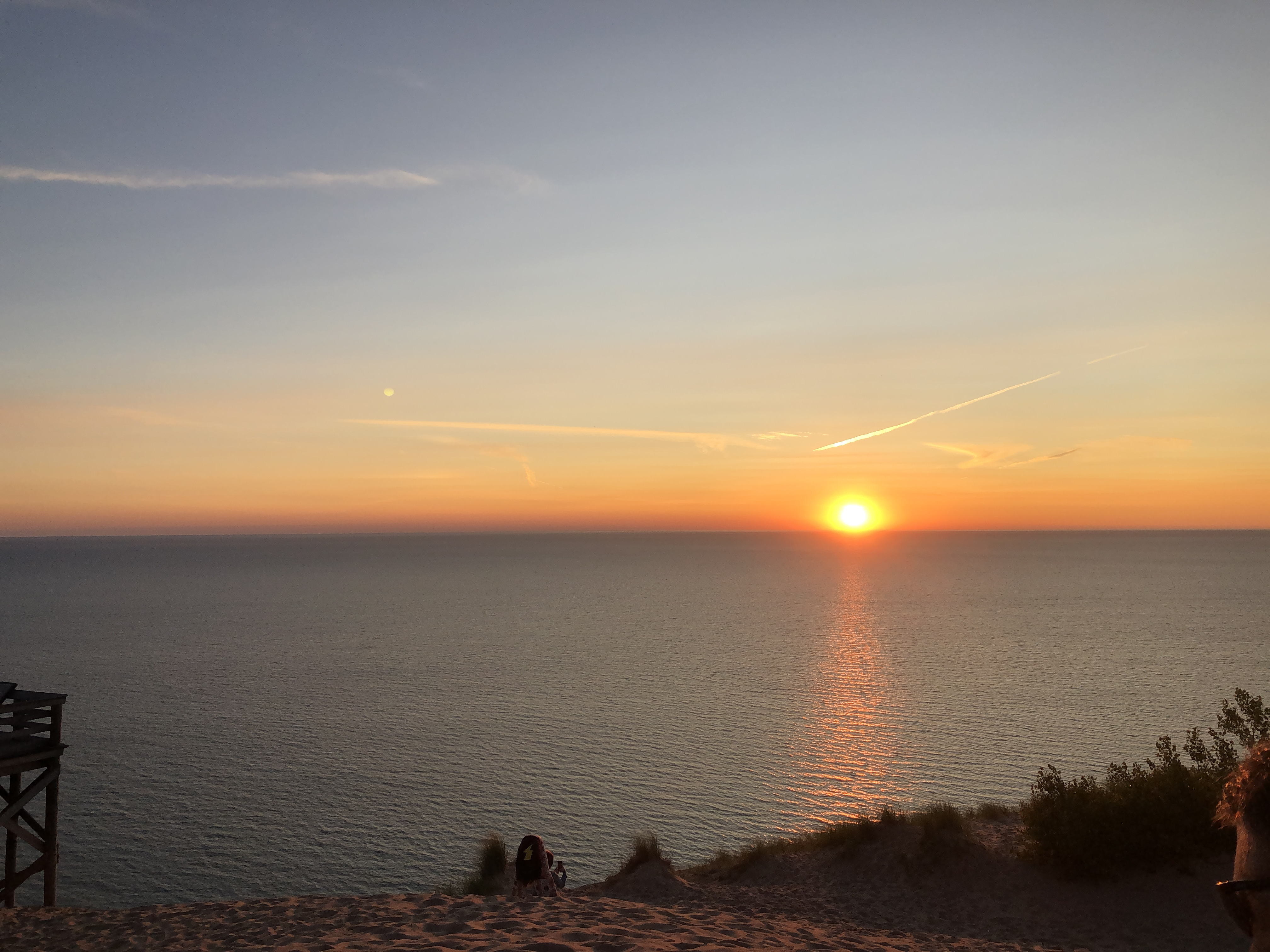
密歇根湖上的日落
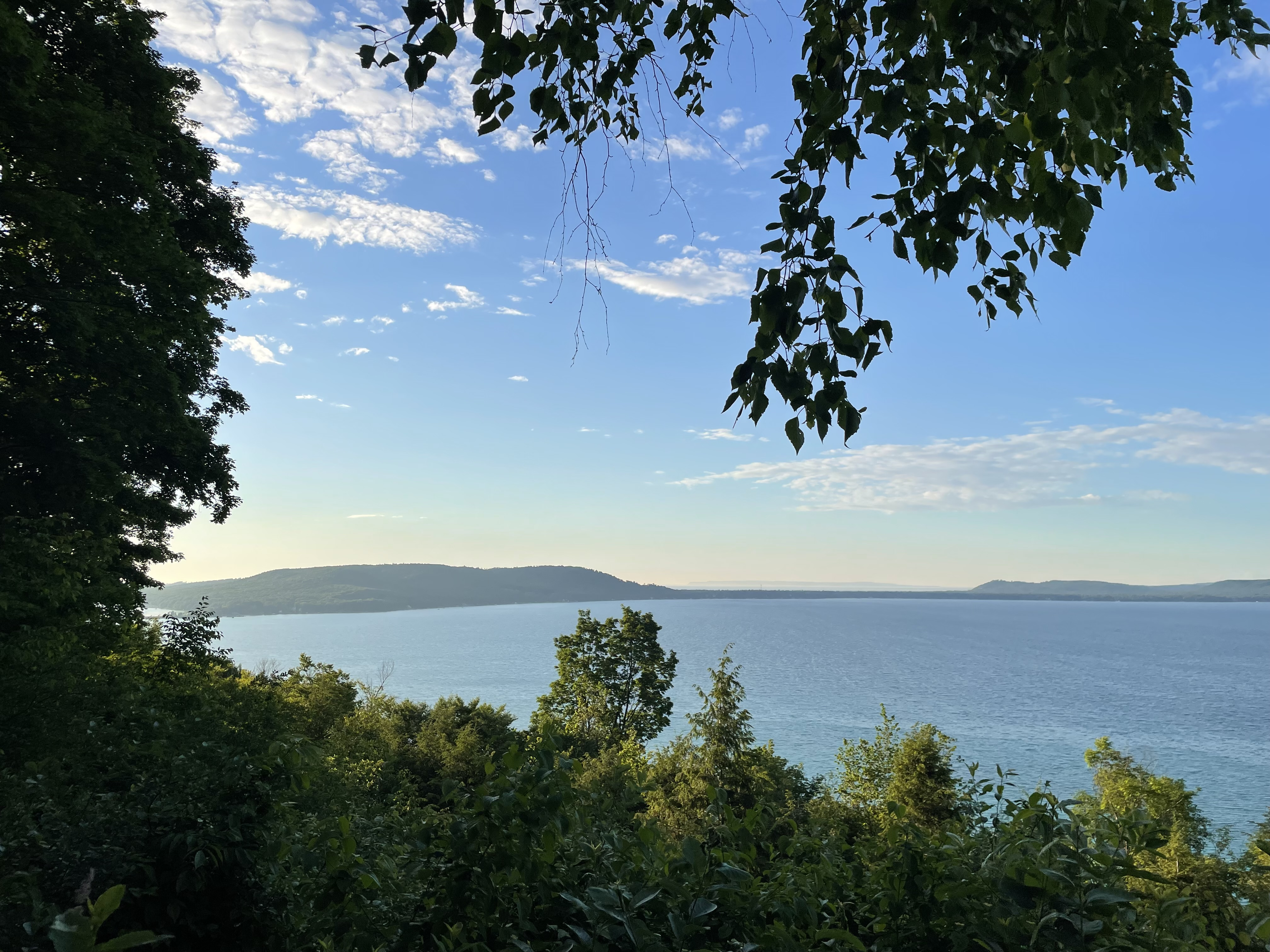
格倫湖（英语：Glen Lake）
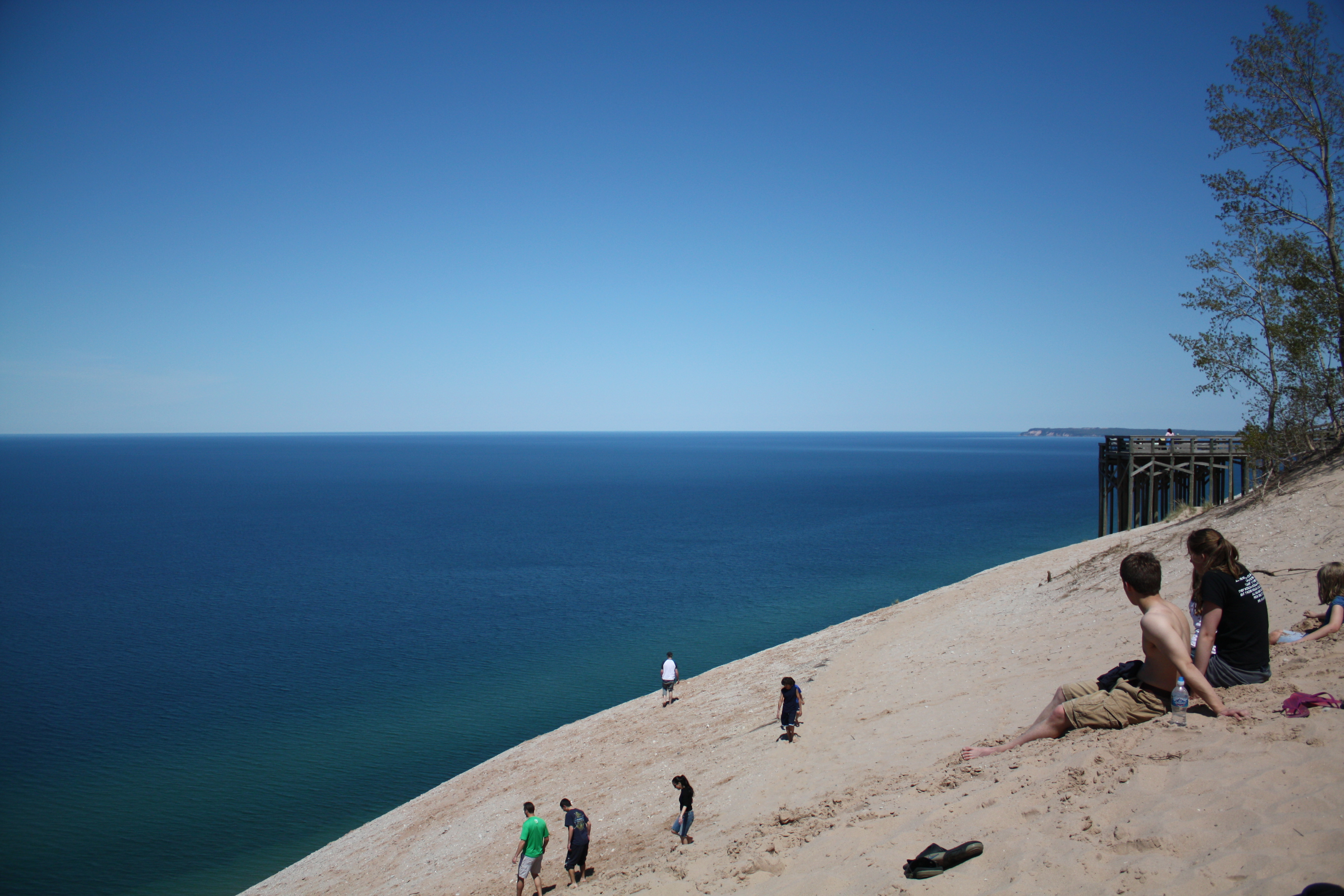
沙丘风貌
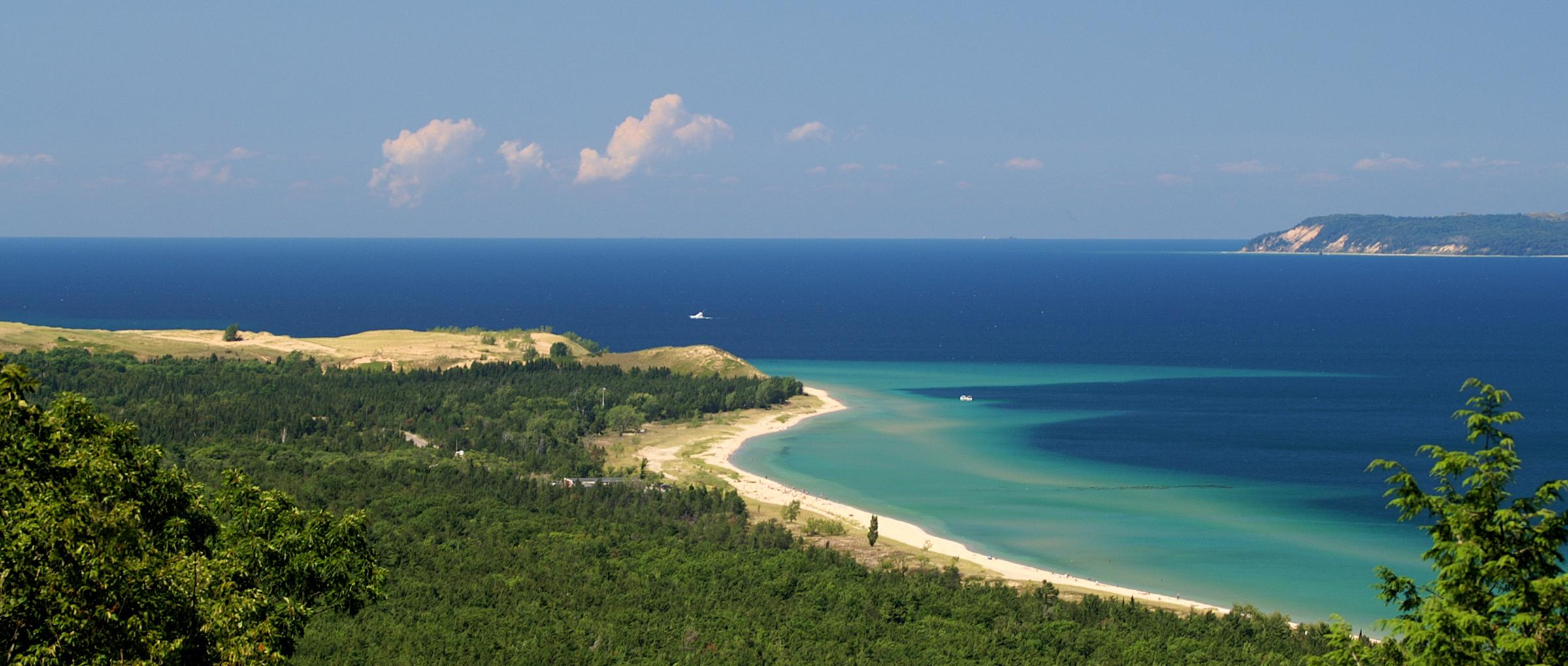
從鱷魚峰眺望南曼尼托島（英语：South Manitou Island）
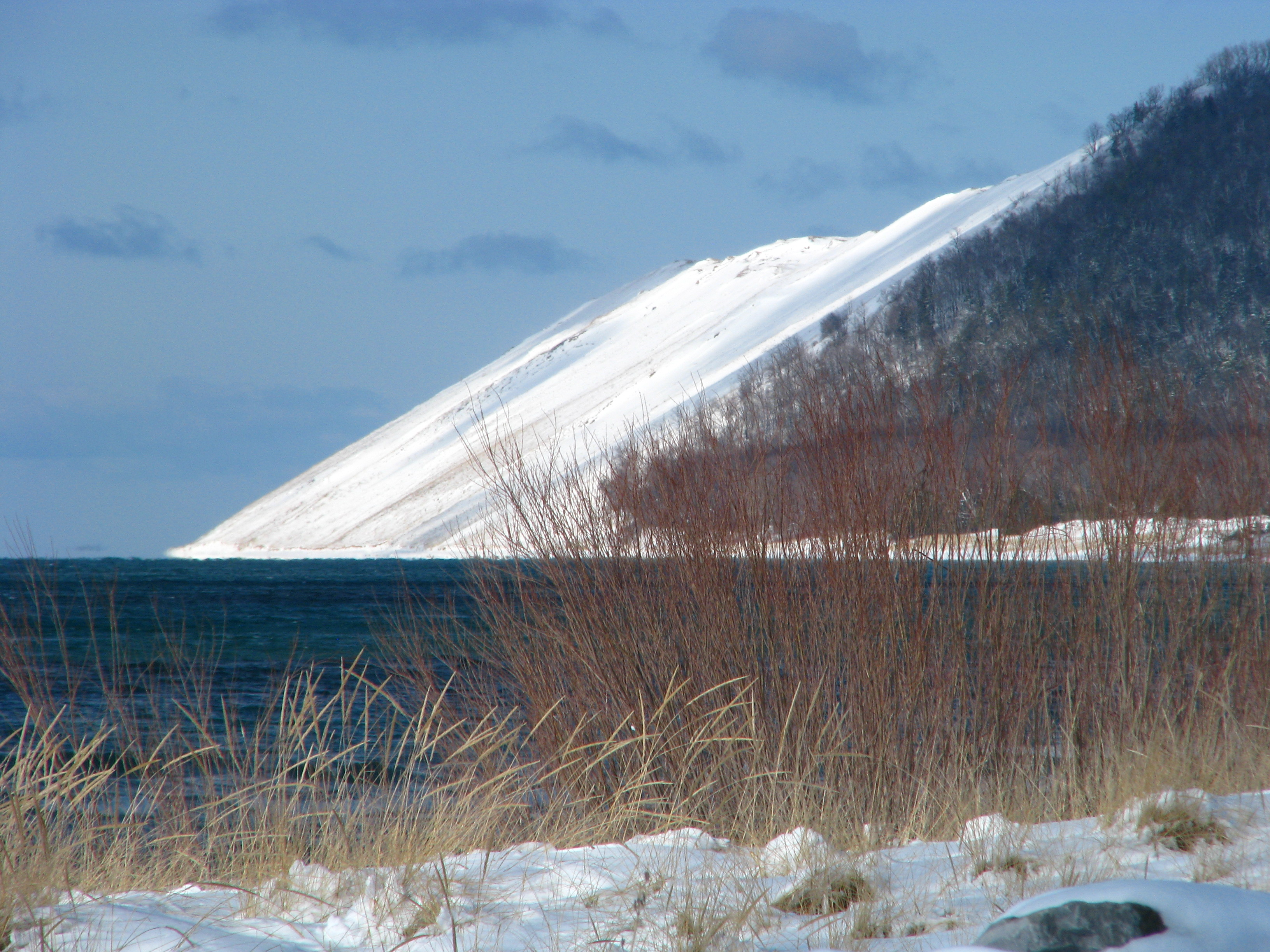
冬天的睡熊悬崖